# Daxin (köping i Kina, Ningxia)
Daxin (kinesiska: 大新, 大新镇) är en köping i Kina. Den ligger i den autonoma regionen Ningxia, i den nordvästra delen av landet, nära eller i regionhuvudstaden Yinchuan. Antalet invånare är 76 536. Befolkningen består av 36 730 kvinnor och 39 806 män. Barn under 15 år utgör 16,0 %, vuxna 15-64 år 77 %, och äldre över 65 år 5,0 %.
Genomsnittlig årsnederbörd är 307 millimeter. Den regnigaste månaden är juli, med i genomsnitt 80 mm nederbörd, och den torraste är december, med 1 mm nederbörd.